# Aveleda (Bragance)
Pour les articles homonymes, voir Aveleda.
Aveleda fut une freguesia portugaise du concelho de Bragance, qui avait une superficie de 62,2 km2 pour une population de 196 habitants en 2011. Elle avait une densité de population de 3,2 hab/km2.
Elle disparut en 2013, dans l'action d'une réforme administrative nationale, ayant fusionné avec la freguesia de Rio de Onor, pour former une nouvelle freguesia nommée União das Freguesias de Aveleda e Rio de Onor.